# Argentinare
Argentinare är invånarna i Argentina.
Argentinare utgör ingen etnicitet i vanlig mening. De är snarare kriterier som medborgarskap som är avgörande. De flesta argentinare, cirka 85 %, har europeiska rötter, men med inslag av amerikansk ursprungsbefolkning, samt möjligen även afrikansk slavbefolkning. Många argentinare räknar sina anfäder från spanjorer (som var de första européer som ankom på 1500-talet), och senare immigranter som italienare, basker, fransmän, tyskar, polacker, kroater, ukrainare, ungrare och walesare, samt även ett litet inslag av skandinaver.